# Jan van Sierck
Jan van Sierck (of Zyrick) (gestorven in 1305), was bisschop van Utrecht van 1291 tot 1296.
Jan van Sierck was voordien aartsdiaken in Karden in het aartsbisdom Trier, en pauselijk kapelaan. Hij werd in 1291 door paus Nicolaas IV benoemd tot bisschop Utrecht, zonder voorafgaande verkiezing door de Utrechtse kapittels. Hij hervormde de kerkelijke rechtspraak in het Sticht, maar ondanks een krachtig bestuur kon hij zich niet onttrekken aan de invloed van graaf Floris V van Holland, een erfenis van zijn voorganger Jan I van Nassau. Slechts met diens hulp slaagde hij erin de aan Gijsbrecht van Amstel en Herman van Woerden verpande kastelen Vredelant en Montfoort te heroveren. 
Jan voerde het openbaar notariaat in en was in voortdurend conflict met de stad Utrecht. In 1296 werd hij door paus Bonifatius VIII overgeplaatst naar het bisdom Toul, waar hij heerste als Jan I. Het is onduidelijk of dit gebeurde op eigen verzoek of onder druk, om zo de weg vrij te maken voor een opvolger die de Vlaams-Engelse coalitie beter gezind was.
- Gemeinsame Normdatei: 136302408
- Virtual International Authority File: 80670603